# Mtsire Chutia
Mtsire Chutia (georgiska: მცირე ხუტია), Lilla Chutia, är ett berg i Georgien. Det ligger i regionen Abchazien, i den nordvästra delen av landet, 300 km nordväst om huvudstaden Tbilisi. Toppen på Mtsire Chutia är 3 283 meter över havet.